# 东水镇
东水镇，是中华人民共和国广东省河源市和平县下辖的一个乡镇级行政单位。

## 行政区划
东水镇下辖以下地区：
街道社区、增坑村、莫丰村、中心村、宋龙村、长热村、甘蕉村、显塘村、成源村、六联村、新坪村、云新村、梅花村、上坝村、大田村、成村、董源村、软坑村、新桥村和大坝村。

## 交通
- 京九铁路：东水站